# Flying Elephant
Flying Elephant (slovensko: leteči slon) je bil prototipni tank britanske vojske v prvi svetovni vojni.

## Zgodovina
Po prvih naročilih v britanski vojski je bilo jasno, da se bo razvoj tankov nadaljeval. William Tritton je bil po prvem svojem uspešnem projektu zelo dejaven. Svoje načrte je usmeril v izdelavo tanka, ki bi bil v zaščiti nepremagljiv. Zavedal se je, da bi direkten zadetek artilerije tank uničil. Ni vedel, kako bi to izpeljal. Veliko mu je pomagal poročnik Kenneth Symes, ki je testiral 51 mm debel oklep tako, da ga je obstreljeval z zajetim nemškim orožjem. Projekt je bil zelo dobro sprejet, zato so testiranje oklepov še razširili in junija 1916 je bila sprejeta izdelava prototipa tanka. Proti koncu leta 1916 je bil projekt ustavljen. V pojasnilu je bilo zapisano, da je mobilnost pomembnejša od zaščite.